# جون آدامز (سياسي أمريكي)
جون آدامز (بالإنجليزية: John Adams)‏ هو سياسي أمريكي، ولد في 14 يناير 1960 في يوربانا في الولايات المتحدة. حزبياً، نشط في الحزب الجمهوري. وقد انتخب عضو مجلس نواب أوهايو (2 يناير 2007 – 31 ديسمبر 2014).